# Brantz Mayer
Brantz Mayer (27 de septiembre de 1809 - 23 de febrero de 1879) fue un escritor estadounidense nacido en Baltimore.
Después de graduarse del St. Mary's Seminary and University, en Baltimore, zarpó hacia el este, visitando Java, Sumatra y China para regresar a los Estados Unidos en 1828. Trabajó en la abogacía desde 1832 hasta 1841, año en el que fue nombrado secretario de legación en México, puesto en el que permaneció por un año. Al regresar editó por corto tiempo el periódico Baltimore American.
En 1867 fue nombrado paymaster en el ejército de los Estados Unidos, puesto al que renunció en 1875. También contribuyó en la sociedad histórica de Maryland, publicando Journal of Charles Carroll of Carrollton during his Mission to Canada, y Tah-gah-jute, or Logan and Captain Michael Cresap.

## Obra
- Mexico as it was and as it is (1844; 3.ª ed. 1847)
- History of the War between Mexico and the United States (1848)
- Mexico, Aztec, Spanish, and Republican (1852)
- Calvert and Penn, or the Growth of Civil and Religious Liberty in the United States (1852)
- Captain Canot, or Twenty Years in an African Slaver (1854)
- Observations on Mexican History and Archeology en Smithsonian Contributions (1857)
- Mexican Antiquities (1858)
- Baltimore as it was and as it is (1871)